# Condado de Amiens
Os Condes de Amiens tinham domínio sobre a região conhecida como l'Amiénois, que é uma parte territorial de Haute-Picardie, no departamento de Somme. O condado formou-se durante o período Carolíngio e era composto, além do Amiens, pelas regiões de Conty, Poix de Picardie, Doullens, Picquigny e Rubempré.

Os Condes de Amiens eram vassalos do bispo da cidade até 1185. Filipe Augusto uniu então o condado à Coroa, mas Carlos VII cedeu a região, através de um tratado a Filipe, o Bom, duque da Borgonha, em 1435. 

Brasão de Armas de Amiens

À morte de Carlos, o Temerário passou a Luís XI em 1477, e foi assegurada pelo Tratado de Arras em 1482.

## Dinastia nibelúngida
- Ecardo I (? -844), Filho de Nibelungo II, conde de Madri, e Berta de Autun, condessa de Amiens (? -844)
- Angilwin (? -853), Filho de Teodorico, conde de Madri e Ermengarda, condessa de Amiens (847-853)
- Ecardo IV (?-?), filho de Angilwin, conde de Amiens
- Ricardo de Autun (843-885), filho de Teodorico II, conde de Autun e de Amiens

## Casa de Valois-Vexin-Amiens
- Erminfrido (antes de 895-919), filho de Teodorico III, conde de Vexin, e de Heilwig, condessa de Amiens e de Valois
- Raul I de Ostrevent (915-926), conde de Amiens, de Vexin e de Valois. Casou-se com  Hildegarda, provavelmente filha de Ermenfroi
- Raul II (926-941) , conde de Amiens, de Vexin e de Valois, filho do anterior. Casou-se com  Lietgearda.
- Eudes de Vermandois (941-944), conde de Amiens pela usurpação, filho de Herberto II de Vermandois.
- Herluino (944-945), conde de Montreuil
- Valter I (945-após 992), conde de Amiens, de Vexin e de Valois, provavelmente irmão de Raul II. Casou-se com  Adélia, provavelmente filha de Fulco II de Anjou
- Valter II (antes de 998-depois de 1017), conde de Amiens, de Vexin e de Valois, filho do anterior. Casou-se com  Adélia
- Drogo (antes de 1024-1035), conde de Amiens e de Vexin, filho do anterior. Casou-se com  Godfifu, filha de Etelredo II de Wessex
- Valter III (1035-1063), conde de Amiens, de Vexin e do Maine, filho do anterior. Casou-se com  Biota do Maine
- Raul IV (1063-1074), conde de Valois, depois de Vexin e de Amiens, sobrinho do anterior, filho de Raul III (conde de Valois, filho de Valter II) e de Alice. Casou-se em  primeiras núpcias com Adélia de Bar-sur-Aube ou de Boves, casou-se em  segundas núpcias com Haquenez, casou-se em  terceiras núpcias com Ana de Quieve
- Simão (1074-1077), conde de Valois, depois de Vexin e de Amiens, filho do anterior e de Adélia de Bar-sur-Aube ou de Boves. Com três anos de governo, em 1077, Simão tornou-se um monge e suas possessões foram espalhadas. Valois retornou a seu irmão Herberto IV, Amiens foi unida à Coroa Francesa e a região do Vexin foi repartida entre o duque da Normandia e a Coroa Francesa. Três anos depois (1080) Simão morreu.

## Casa de Boves
- Enguerrando de Boves (1085-1116), tornou-se conde de Amiens pela influência de sua avó Adélia de Boves, esposa de Raul IV.
- Tomás de Marle (1116-1118), filho de Enguerrando de Boves, nascido em (1078) e morto em 1130), foi conde por apenas dois anos, pois o condado foi confiscado pelo rei da França Luís VI, que o tirou da Casa de Boves e o confiou a:

## Casa de Vermandois
- Adelaide de Vermandois e Reinaldo II de Clermont (1118-1118). Adelaide de Vermandois (v.1062 † 1122), filha de Herberto IV e de Alice ou Adélia de Crespy. Adélia era filha de Raul IV e irmã de Simão. Seu marido Reinaldo II de Clermont também levou o título de conde de Amiens. Adelaide deu o Amiens como dote à sua filha Margarida.

## Casa de Clermont-en-Beauvaisis
- Margarida de Clermont e Carlos da Dinamarca (1118-1127). Margarida de Clermont, filha de Reinaldo de Clermont e Adelaide de Vermandois, levou para o casamento, como dote, o condado de Amiens, tornando seu marido, Carlos da Dinamarca (1083-1127), conde de Amiens.
- Margarida de Clermont e Hugo II de Saint-Pol (1127-1131). Margarida de Clermont, viúva de Carlos da Dinamarca, casou-se em segundas núpcias com Hugo II de Saint-Pol.
- Margarida de Clermont (1131-????). Margarida de Clermont, viúva de Hugo II de Saint-Pol, casou-se em terceiras núpcias com Balduíno de Encre, a quem parece não ter dado o título de conde de Amiens.

## Casa de Boves
- Roberto de Boves (1146-1191), senhor de Boves e conde de Amiens, filho de Tomás de Marle, casou-se com Beatriz Saint-Pol, filha de Hugo II de Saint-Pol e Margarida de Clermont, que trouxe o condado de Amiens como dote de casamento.

## Casa de Vermandois
- Raul I de Vermandois (Até-1152).  Segundo alguns autores, ele deu o condado de Amiens em dote a sua filha Isabel de Vermandois, que se casou com Filipe da Alsácia em 1156. De acordo com outros autores, Raul II de Vermandois tinha governado o concelho de Amiens até sua morte em 1164.
- Filipe de Alsácia e Elisabete de Vermandois (1156 ou 1164-1185), filha de Raul I. Com a morte de Isabel de Vermandois (1183), Filipe da Alsácia mantém os feudos trazido por sua esposa para o casamento, em violação dos direitos de Leonor de Vermandois, irmã de Elisabete. Em 1185, no entanto, ele teve que vender o condado de Amiens (e a maioria do Vermandois) ao rei da França, Filipe Augusto, que havia convencido Leonor de Vermandois sobre a transferência de seus bens à coroa.